# World Indoor Football League
La World Indoor Football League  è stata una lega di indoor football fondata dal proprietario dei Rome Renegades e dei Raleigh Rebels, Harry Pierce.  Il 16 ottobre 2006 però entrambe le squadre fallirono.
La lega fu attiva nell'anno 2007 ma su di lei si accanirono molte avversità. La più sconvolgente fu quando il giocatore dei Daytona Beach Thunder, Javan Camon, morì il 26 febbraio per i colpi subiti nell'incontro con i Columbus Lions. Daytona Beach sorprese tutti poi il mese successivo ingaggiando il famosissimo Barry Wagner.  Anche gli Osceola Ghostriders riuscirono nell'impresa di ingaggiare per una partita l'ex giocatore dei New England Patriots Greg Jefferson.
Il 30 giugno si giocò la finale, con gli Augusta Spartans vittoriosi sui Columbus Lions 63-60 davanti a 3,529 spettatori.
Entrambi i finalisti hanno annunciato il 28 settembre 2007 il loro trasferimento alla American Indoor Football Association per il 2008. 
Anche i Daytona Beach Thunder hanno lasciato la WIFL nel tentativo di aderire alla af2 per il 2008 o il 2009. . Questo ha portato al fallimento della lega stessa oltre che della squadra di Osceola.

## World Indoor Bowl
Il World Indoor Bowl era la partita finale della World Indoor Football League. Il solo World Indoor Bowl fu giocato fra i Columbus Lions e gli Augusta Spartans, con questi ultimi a risultare vincitori.
| Gioco               | Anno | Vincitore        | Vincitore | Perdente       | Perdente | Luogo                 |
| ------------------- | ---- | ---------------- | --------- | -------------- | -------- | --------------------- |
| World Indoor Bowl I | 2007 | Augusta Spartans | 63        | Columbus Lions | 60       | Columbus Civic Center |

## Squadre 2007
- Augusta Spartans- Ritornano all'AIFA per il 2008
- Columbus Lions- Passano all'AIFA per il 2008
- Daytona Beach ThunderBirds- All'af2 nel 2008
- Osceola Ghostriders- Fallita

## Squadre annunciate
- Carolina Bombers - terminano le operazioni nel 2006
- Charleston Sandsharks - passata all'AIFA
- Huntington Heroes - rimasta all'AIFA sebbene avesse annunciato l'adesione
- Rome Renegades - terminano le operazioni nel 2006
- Tallahassee Titans - sarebbe arrivata per il 2008.